# Barcelona (Rio Grande do Norte)
Barcelona este un oraș în Rio Grande do Norte (RN), Brazilia.